# شدت سیگنال در مخابرات
در مخابرات، به ویژه در فرکانس رادیویی، شدت سیگنال (به انگلیسی: signal strength) به توان خروجی فرستنده اشاره دارد که توسط آنتن مرجع در فاصله‌ای از آنتن فرستنده دریافت می‌شود. ارسال‌های پرقدرت، مانند مواردی که در پخش‌همگانی مورد استفاده قرار می‌گیرند، برحسب دی‌بی-میلی‌ولت بر متر (dBmV/m) بیان می‌شوند. برای سیستم‌های بسیار کم-توان، مانند تلفن‌های همراه، شدت سیگنال معمولاً برحسب دی‌بی-میکروولت بر متر (dBμV/m) یا برحسب دسی‌بل برروی سطح مرجع یک میلی‌وات (dBm) بیان می‌شود. در اصطلاحگان (به انگلیسی: terminology) پخش‌همگانی، 1 میلی‌ولت بر متر (۱۰۰۰ میکروولت بر متر) یا ۶۰ میکرو‌ دی‌بی (اغلب dBu نوشته می‌شود) است.

### شدت سیگنال دریافتی تخمینی
شدت سیگنال دریافتی تخمینی در یک تگ آراف‌آی‌دی فعال را می‌توان به صورت زیر تخمین زد:
{\displaystyle \mathrm {dBm_{e}} =-43.0-40.0\ \log _{10}\left({\frac {r}{R}}\right)}
به‌طور کلی، می‌توانید نما (به انگلیسی: exponent) تلف مسیر را در نظر بگیرید:
{\displaystyle \mathrm {dBm_{e}} =-43.0-10.0\ \gamma \ \log _{10}\left({\frac {r}{R}}\right)}
| پارامتر | شرح                                                |
| ------- | -------------------------------------------------- |
| dBme    | توان دریافتی تخمینی در تگ آراف‌آی‌دی فعال            |
| 43-     | حداقل توان دریافتی                                 |
| ۴۰      | میانگین تلف مسیر در هر دهه برای شبکه‌های تلفن همراه |
| r       | فاصله دستگاه تلفن همراه - برج سلولی                |
| R       | میانگین شعاع برج سلولی                             |
| γ       | توان تلف مسیر                                      |

از تلف مسیر به فرکانس، عارضه‌نگاری و شرایط محیطی بستگی دارد.
در واقع، می‌توان از هر سیگنال شناخته شده dBm0 در هر فاصله r0 به عنوان مرجع استفاده کرد:
{\displaystyle \mathrm {dBm_{e}} =\mathrm {dBm} _{0}-10.0\ \gamma \ \log _{10}\left({\frac {r}{r_{0}}}\right)}